# Wat Buppharam (Chiang Mai)

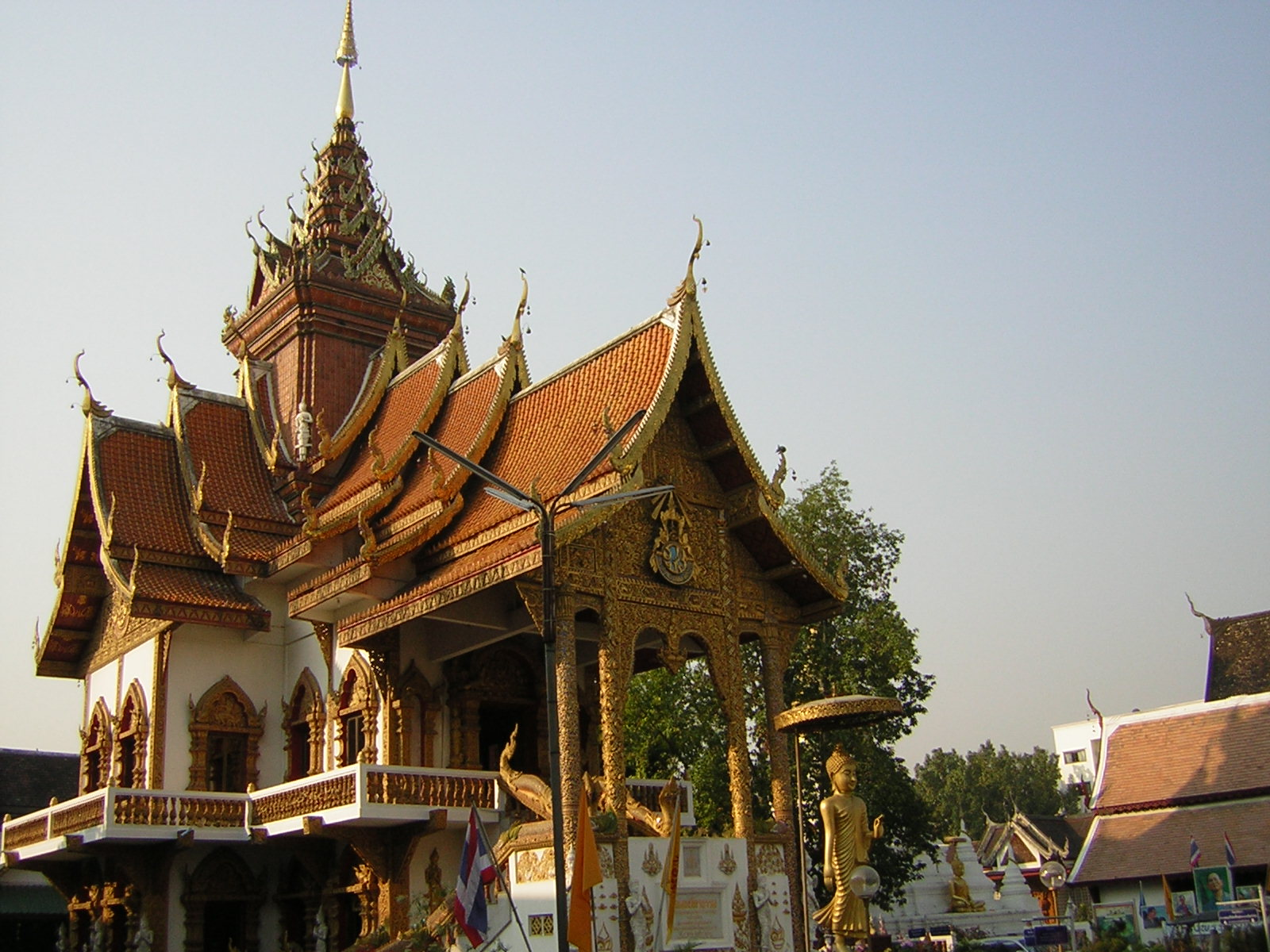
De grote "Dhamma-Hal" (Ho Monthian Tham)

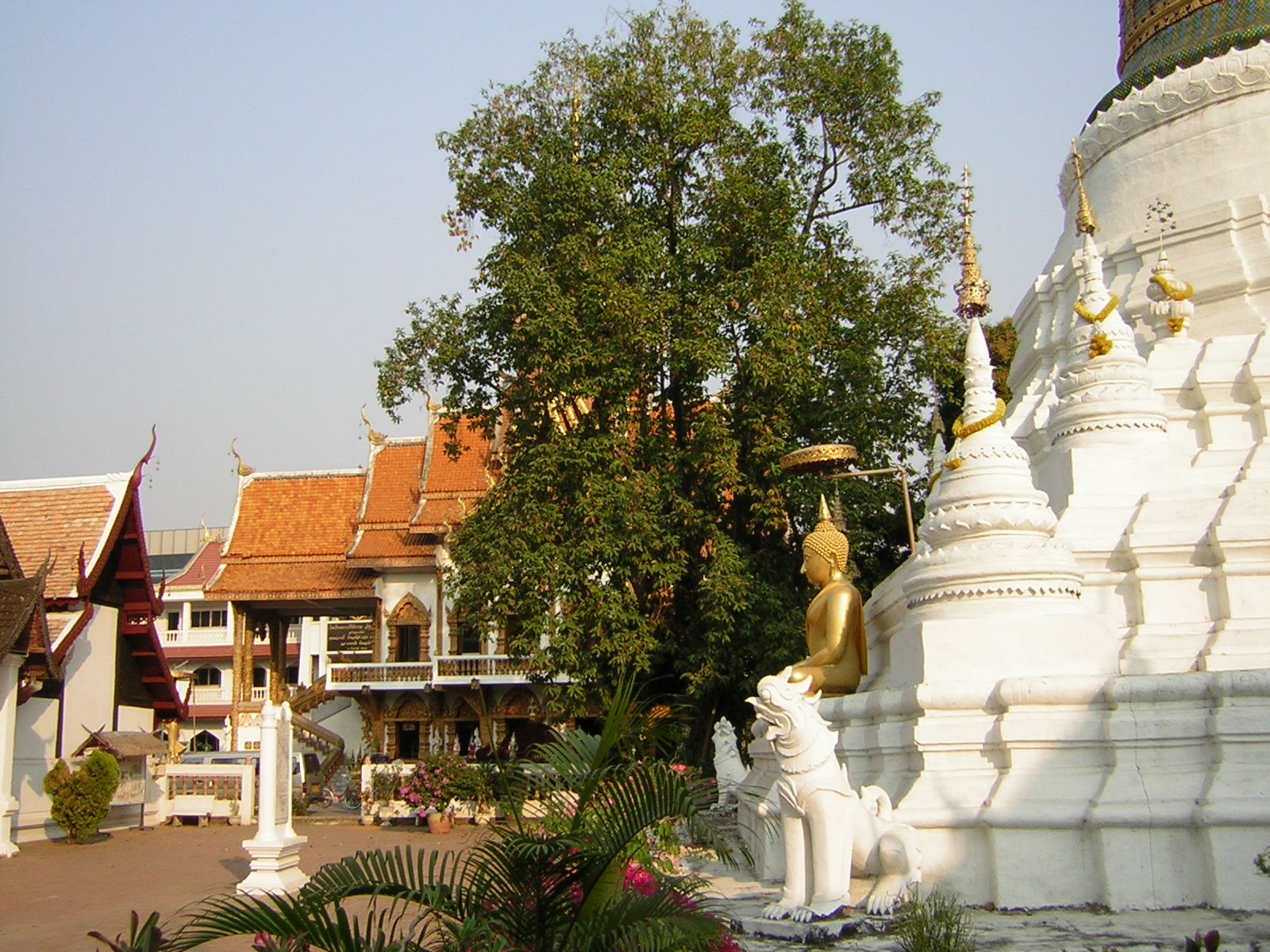
De tempeltuin met de basis van de Chedi en in de achtergrond de Wihan en de Dhamma-Hal

Wat Buppharam (Thai: วัดบุปผาราม) is een boeddhistische tempel (wat) in Chiang Mai. Hij ligt aan Thaphae Road, ruim 500 meter ten oosten van de oostelijke stadspoort.
Ook in Bangkok en in de provincie Trat zijn tempels met deze naam. De oude naam van de tempel Wat Suan Dok, die westelijk van de westelijke stadspoort is gelegen, luidde eveneens Wat Buppharam.

## Geschiedenis
Wat Buppharam is nauw met het voormalige koningshuis van Chiang Mai verbonden. De tempel werd in 1497 door Koning Phra Mueang Kaeo gesticht op de plaats van het paleis van zijn overgrootvader Koning Tilokarat. Toen Chiang Mai in 1561 door de Burmezen werd ingenomen, werd de tempel door Mon monniken in gebruik genomen, waardoor de tempel ook wel als Wat Mon bekendstond. In de 19e eeuw werd de tempel in opdracht van de Prinsen van Chiang Mai gerestaureerd. In 1819 liet koning Thamma Langka de kleine witte Wihan restaureren. Enkele jaren later liet koning Kawilorot Suriyawong de grote Wihan bouwen.

## Architectuur

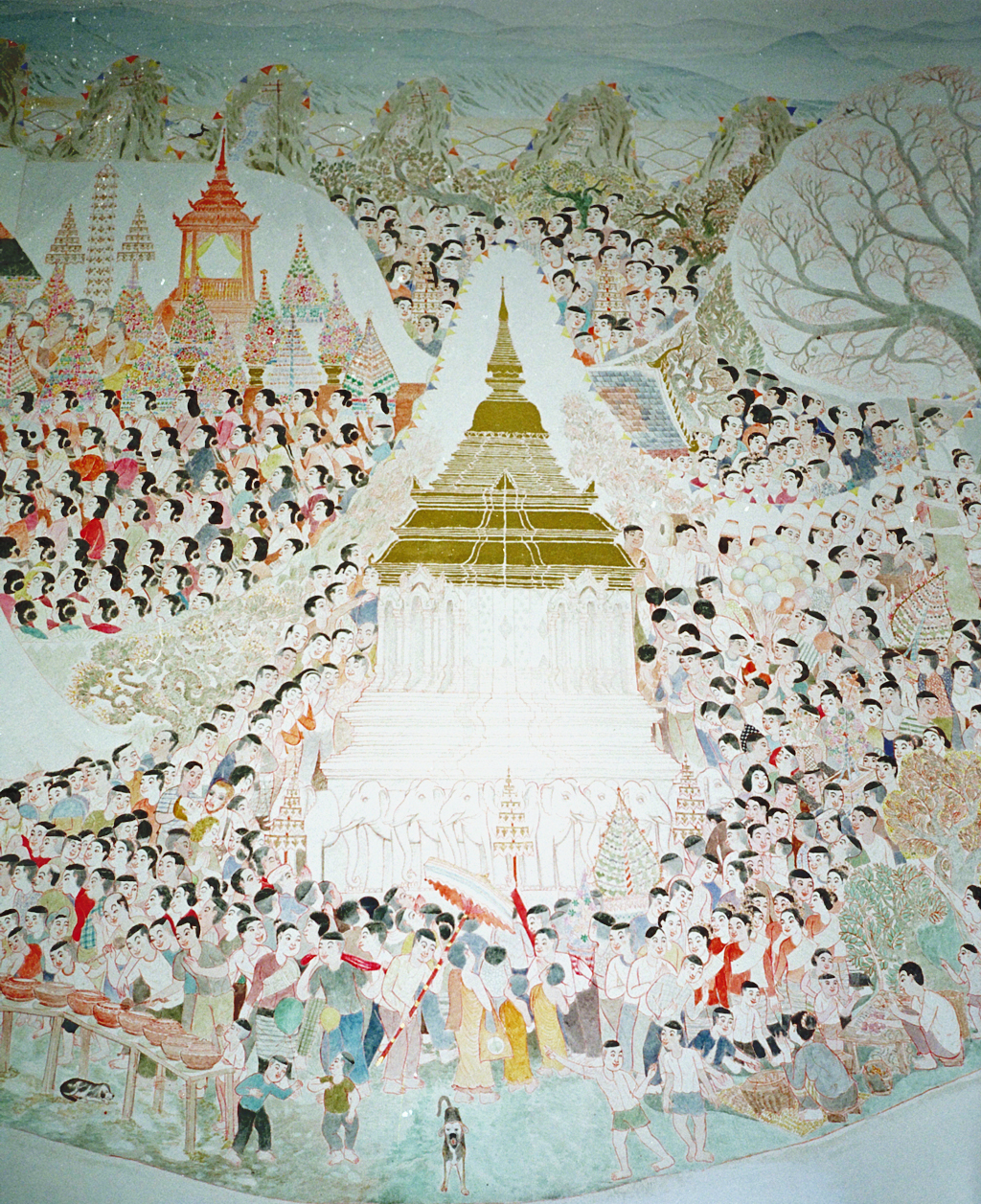
Muurschildering op de benedenverdieping van de Ho Monthian Tham – "De olifantenchedi van Wat Chiang Man tijdens de inwijdingsceremonie".

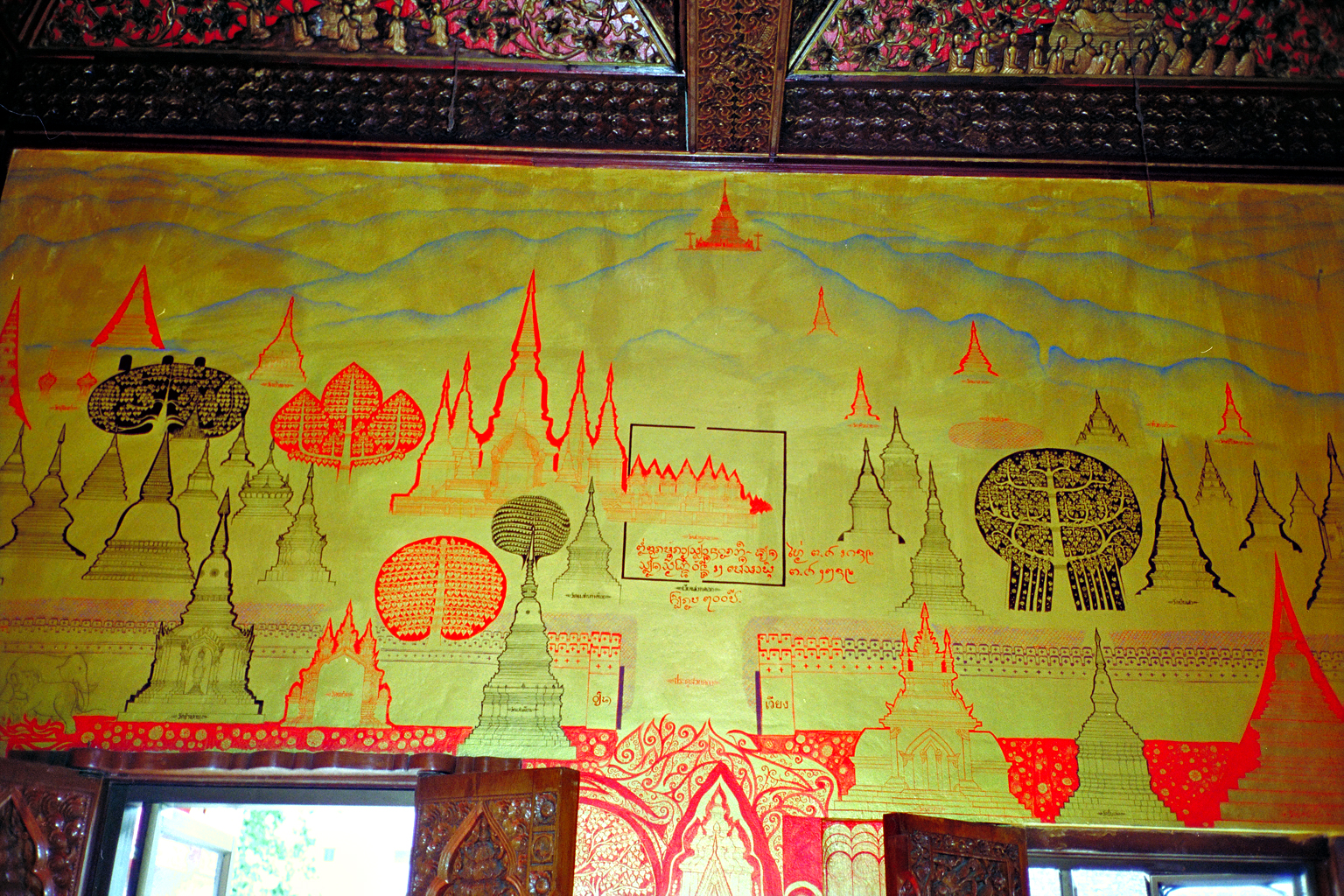
Muurschildering op de bovenverdieping van de Ho Monthian Tham – een "uitzicht" uit het raam van de "Dhamma-Hal" naar het westen. In het midden Wat Suan Dok, bovenaan Wat Phrathat Doi Suthep.

### Ho Monthian Tham
De Ho Monthian Tham (Thai: หอมณเฑียรธรรม, vrij vertaald: Koninklijke Dhamma-Hal) domineert het tempelterrein. Hij werd door de abt Phra Udom Kitti op de plaats van een vroeger houten bouwwerk gebouwd en werd in 1996 – ter gelegenheid van het 50-jarige regeringsjubileum van Koning Bhumibol Adulyadej – voltooid. 
Het gebouw wijkt af van de traditionele Thaise architectuur: het is niet rechthoekig, maar heeft een kruisvorm. Ook is de ingang niet naar het oosten gericht, maar naar het noorden, net als de overige religieuze gebouwen.
In het centrum van de kruisvorm eindigt het dak in een mondopvormige toren, waardoor het gebouw qua stijl doet denken aan de tempelgebouwen in buurland Myanmar.
De benedenverdieping is een mengeling van museum en bibliotheek. De ingangen van de benedenverdieping worden bewaakt door Makkara's. Er zijn muurschilderingen in hedendaagse stijl van de hand van kunstenaar Pornchai Jaima (Thai: พรชัย ใจมา).
De trappen die naar de bovenverdieping leiden, worden bewaakt door Makkara-Nagacombinaties.
In dit geval zijn de Naga's meerkoppig en de Makkara's zijn niet zoals gewoonlijk langgerekt, maar het zijn reeksen Makkara's die uit elkaars bek komen. Op de bovenverdieping bevindt zich een bijzonder Boeddhabeeld, de Phra Phutta Naret Sakchai Phairi-Phinat (Thai: พระพุทธนเรศร์สักชัยไพรีพินาศ).
Dit Boeddhabeeld is in de Bhumisparsahouding (Bhumisparsa-Mudra – "aanroeping van de aardgodin Mara als getuige"). Het is het grootste uit teakhout vervaardigde Boeddhabeeld van Thailand. Achter het beeld bevindt zich een groot paneel van houtsnijwerk waarin de ontstaansgeschiedenis van het beeld wordt afgebeeld. Het beeld is vier eeuwen geleden naar aanleiding van een visioen van Koning Naresuan gemaakt, nadat hij in 1504 de Burmesen had overwonnen. Een ander Boeddhabeeld, Phra Phutta Buppha Pha-phi Mongkhon (Thai: พระพุทธบุพพาภิมงคล), is van brons en heeft eveneens de Bhumisparsahouding.
Boven de ramen van de noordelijke 'beuk' (dat zijn dus de westelijke en oostelijke muren van die beuk) van de tempel zijn muurschilderingen aangebracht die een 'artistieke stadsplattegrond' genoemd zouden kunnen worden. Afgebeeld zijn belangrijke bouwwerken die men door die ramen zou kunnen zien. Op de westelijke muur daarom gebouwen tot aan Wat Phrathat Doi Suthep. Op de oostelijke muur gebouwen tot aan de Ping.

### De kleine Wihan
De kleine Wihan (Thai: วิหารหลังเล็ก) op het tempelterrein is circa 300 jaar geleden in traditionele Lannastijl gebouwd, en werd aan het eind van de 19e eeuw gerenoveerd. Binnen bevindt zich een groot stenen Boeddhabeeld.

### De grote Wihan
De grote Wihan (Thai: วิหารหลังใหญ่) is meer dan 200 jaar oud. Hij ligt westelijk van de kleine Wihan. Het hoofd-boeddhabeeld werd circa 480 jaar geleden uit messing vervaardigd. Muurschilderingen beelden de geschiedenis uit van Prins Vessanatara, hoofdfiguur in een der laatste Jataka's. De ingang is rijk versierd met houtsnijwerk uit 1983, waarin het mythologische woud van sneeuw (Himaphanwoud) aan de voet van de Berg Meru wordt afgebeeld. Hierin leven verscheidene mythologische wezens.

### De Ubosot
De Ubosot is een gebouw in traditionele Lannastijl, is tamelijk klein en heeft weinig maar versieringen.

### De Chedi
De in een tuin gelegen Chedi van de tempel is een mengeling van Mon- en Burmese architectuur. Hij is meer dan 400 jaar oud, en werd in 1958 gerenoveerd. Oorspronkelijk zou er een Boeddharelikwie in zijn bewaard. De wit geschilderde basis wordt door vier Chinthen (een Chinth is een leeuw in Burmese stijl, tegenhanger van de Thaise Singh) bewaakt. De belvormige reliekkamer is bedekt met metaal dat met bladgoud is bekleed, en met kleurige mozaïek versierd.

### De heilige bron
De met een bakstenen muurtje omgeven heilige bron (บ่อน้ำทิพย์ – 'Ambrosiabron') is vrijwel uitgedroogd. Vroeger werd het water gebruikt om de Boeddharelikwieën ritueel te wassen, maar het water werd ook door de koningen van Chiang Mai gebruikt om in te baden.